# Слаутино (Калужская область)
Слаутино — деревня в Мещовском районе Калужской области России. Входит в состав сельского поселения Городское поселение «Город Мещовск».

## География
Деревня находится в 12 километрах от Мещовска, и 216 километрах от Москвы.

### Климат
Преобладает умеренно континентальный климат: с умеренно жарким и влажным летом и умеренно холодной зимой с устойчивым снежным покровом.
По количеству выпадающих осадков можно отнести к зоне достаточного увлажнения. Среднегодовое количество колеблется от 690 до 826 мм.

### Часовой пояс
Деревня Слаутино, как и вся Калужская область, находится в часовой зоне МСК (московское время). Смещение применяемого времени относительно UTC составляет +3:00.

## История
Ранее входило в состав Мещовского уезда и делилось на деревню Верхнее Слаутино и сельцо Нижнее Слаутино.

## Население
| 2002 | 2010 |
| ---- | ---- |
| 71   | ↘65  |

По данным Всероссийской переписи населения 2010 года в гендерной структуре населения мужчины составляли 50,8 %, женщины — соответственно 49,2 %.
Согласно результатам переписи 2002 года, в национальной структуре населения русские составляли 97 %.

## Улицы
В деревне 4 улицы:
- Западная
- Заречная
- Московская
- Школьная